# Barbara Hund
Barbara Hund (Darmstadt, 10 d'octubre de 1959) és una jugadora d'escacs suïssa, d'origen alemany, que té el títol de Gran Mestre Femení des de 1982. Va néixer només tretze dies després que Juliane, la seva mare, disputés el Campionat d'escacs femení de la RFA de 1959.
A la llista d'Elo de la FIDE de l'abril de 2020, hi tenia un Elo de 2092 punts, cosa que en feia la jugadora número 8 femenina (en actiu) de Suïssa. El seu màxim Elo va ser de 2370 punts, a la llista del gener del 1987.

## Resultats destacats en competició
Hund va arribar a l'etapa Interzonal del Campionat del món femení en dues ocasions. En el cicle pel Campionat del món d'escacs femení de 1981 va disputar l'Interzonal de Rio de Janeiro, el 1979 (14a de 17 participants), i en el cicle pel Campionat del món d'escacs femení de 1984 va disputar l'interzonal de Bad Kissingen, el 1982 (5a, de 16 participants).
Fou campiona femenina de la RFA tres cops, els anys 1978, 1982 i 1984, i assolí el títol de MIF el 1979 i el de WGM el 1982.
Va guanyar el torneig femení del Campionat d'escacs de Suïssa el 1993.

### Participació en olimpíades d'escacs
Hund ha participat en nombroses edicions de les olimpíades d'escacs. El 1978, representant la RFA, va assolir la medalla de bronze per equips.
El 1994, representant Suïssa, va guanyar la medalla de bronze al segon tauler a la 31a Olimpíada, medalla que repetiria el 2004, també al segon tauler, en la 36a Olimpíada.

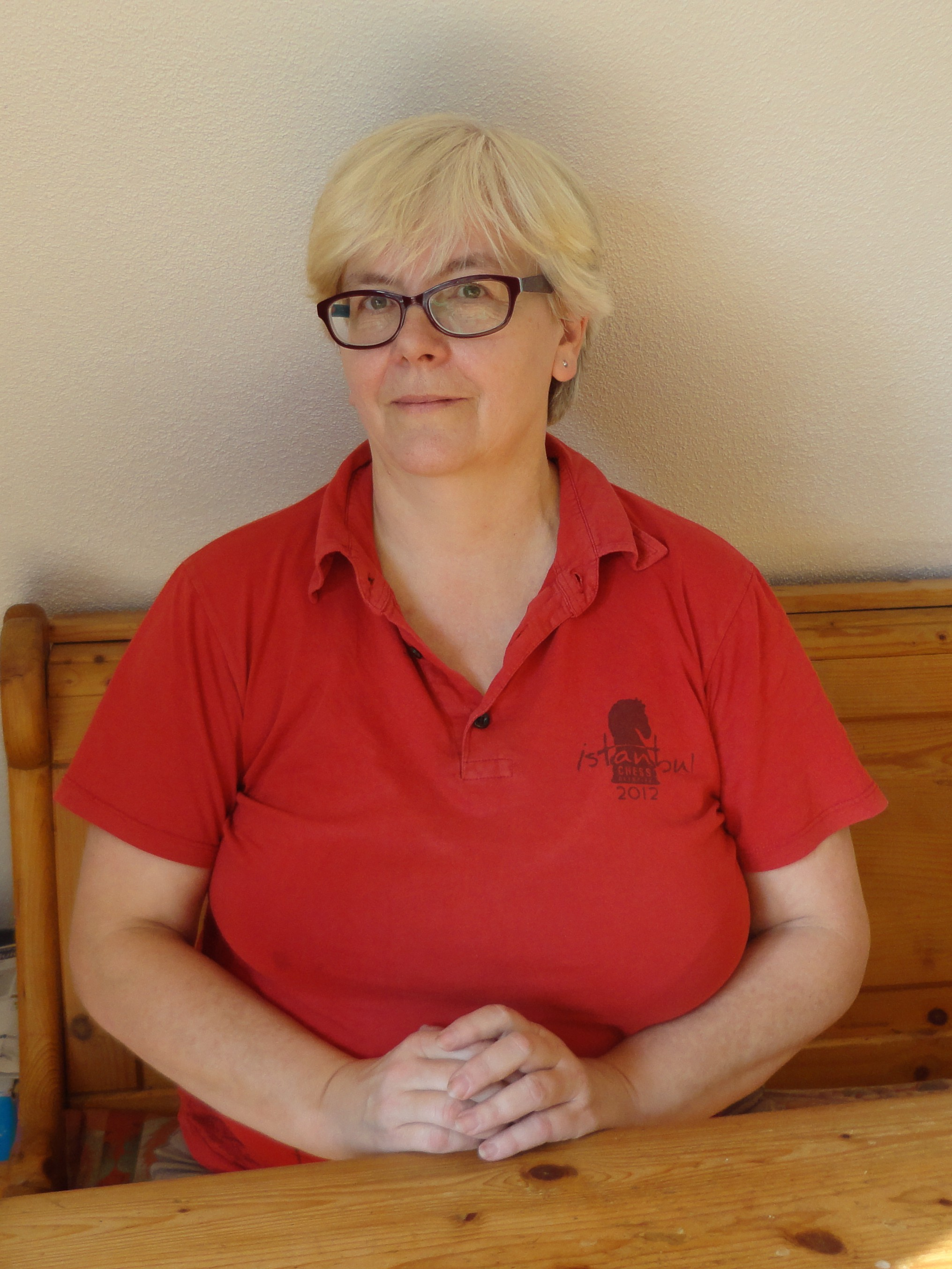
Barbara Hund, el 2015.